# Claudio Zanotti
Claudio Zanotti (Verbania, 28 dicembre 1956) è un politico italiano, sindaco di Verbania dal 2004 al 2009.

## Biografia
Laureato in Lettere moderne all'Università Cattolica del Sacro Cuore di Milano, ha esercitato l'attività di insegnante di lettere nel liceo B. Cavalieri fino al 2018, anno in cui si è ritirato a vita privata.
Dal 1985 al 1995 è stato consigliere comunale. In seguito, ha ricoperto varie cariche di spicco in aziende comunali che lavoravano nello smaltimento dei rifiuti, nel trasporto pubblico e nelle aree industriali.
Alle elezioni del 13 giugno 2004 viene eletto sindaco di Verbania al primo turno, con il 51,07% dei voti in rappresentanza di una coalizione di centrosinistra composta da DS e Margherita (confluiti poi nel Partito Democratico), PRC, PdCI, Verdi, Italia dei Valori, e SDI.
Si ripresenta candidato sindaco alle elezioni amministrative del 2009 sempre per il centrosinistra, ma viene sconfitto da Marco Zacchera, candidato del centrodestra.
Nel dicembre 2012 si è candidato alle primarie per la scelta dei candidati parlamentari del Partito Democratico in vista delle elezioni del 2013, ottenendo però solo 746 voti nella provincia del Verbano-Cusio-Ossola, venendo quindi sconfitto da Enrico Borghi.